# لو تونزيان

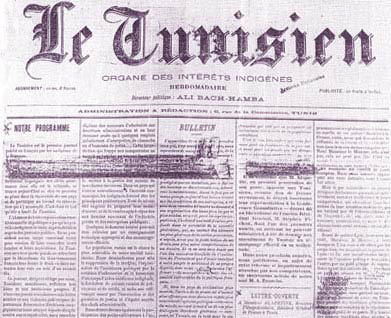
العدد الأول من جريدة لو تونزيان

لو تونزيان (Le Tunisien) جريدة ناطقة بالفرنسية أصدرتها حركة الشباب التونسي في 7 فيفري 1907 وكان علي باش حانبة رئيس تحريرها. كانت أول جريدة تونسية تصدر باللغة الفرنسية. كان يطبع منها 2500 نسخة وكانت 250 نسخة منها توزع مجانا في عدة دول أوروبية وعربية ك فرنسا وتركيا ومصر والولايات المتحدة الأمريكية وألمانيا وغيره. أصدر آخر عدد منها في 13 مارس 1912. 
تبنى العدد الأول من الجريدة برنامج حركة الشباب التونسي والذي تمثل خاصة في عرض مطالب السكان الأهليين والعمل على تحقيقها في إطار معاهدة الحماية ونشر التعليم للنهوض بالبلاد وإصلاح هياكلها الاقتصادية وتحسين حال صغار المزارعين وصغار الصناعيين. كانت للحركة عين تفاؤل وأرادت أن تخاطب التحرريين من الفرنسيين في تونس وفي فرنسا فاختارت الفرنسية كلغة للجريدة ولإلقاء محاضراتها في مقر الجمعية وفي أحياء المدينة.
أصدرت نسخة عربية من الجريدة وهي جريدة التونسي بقيادة عبد العزيز الثعالبي التي أصدر كذلك الإتحاد الإسلامي التي صدرت في ظل احتلال شعبية طرابلس من قبل الإيطاليين.

## وصلات خارجية
- العدد الأول من لو تونيزيان